# Mario Pilati
Pour les articles homonymes, voir Pilati.
Mario Pilati (né à Naples le 2 juin 1903 – mort dans la même ville le 10 décembre 1938) est un compositeur italien de musique classique de la période moderne.

## Biographie
Il entre, à l'âge de 15 ans, au conservatoire de musique de Majella et en sort diplômé à  19 ans, âge auquel il commence à enseigner la composition à Cagliari. Il déménage alors à Milan où il donne des cours privés de composition, Gianandrea Gavazzeni étant l'un de ses élèves. Son œuvre commence à être connue, certaines présentées à la Biennale de Venise.
En 1930, il retourne à Naples comme professeur de contrepoint. Il est professeur de composition à Palerme entre 1933 et 1938, date à laquelle il retourne à Naples pour y mourir des suites d'une maladie.

## Œuvres

### Œuvre lyrique
- Piedigrotta, opéra en 3 actes (inachevé)

### Musique symphonique
- Tre pezzi per orchestra (1932)
- Concerto in do maggiore (1933)
- Bagatelle (1933)
- Preludio, aria e tarantella, (1937)
- Quattro canzoni popolari italiane (1937)
- Alla culla, ninna nanna per orchestra (1938)

### Musique de chambre
- Quintette pour piano et cordes en ré majeur (1927-1928), trois mouvements
- Quartetto in la (1930)
- Preludio, aria e tarantella (1930)
- Sonata in fa (1930)
- Sonata in la (1930)
- Caccia (1937)
- Tema con variazioni (1939)
- Sonata per flauto e piano (1926)

### Musique pour piano
- Minuetto (1920)
- Novelletta (1921)
- Due pezzi facili (1933)
- Tre studi (1934)
- Bagatelle pour piano - première série (1934)
- Bagatelle pour piano - seconde série (1935)
- Girotondo
- Canzone
- Habanera

## Discographie
- Musique de chambre pour violon et piano et violoncelle pour piano - Francesco Manara, violon et Dario Candela, piano ; Luca Signorini, violoncelle et Dario Candela, piano (11-16 décembre 2016, Brilliant Classics)
- Quintette avec piano - Circolo Artistico Ensemble ; Dario Candela, piano (9-14 septembre 2009, Naxos 8.572628) (OCLC 795423459) — avec le quintette d'Achille Longo (même ensemble et Aldo Ciccolini).